# フリードリヒ・フォン・ザクセン＝ヴァイマル (1596–1622)
フリードリヒ・フォン・ザクセン＝ヴァイマル（ドイツ語：Friedrich von Sachsen-Weimar, 1596年3月1日 - 1622年8月29日）は、エルネスティン家の一員で、三十年戦争において戦った。

## 生涯
フリードリヒはザクセン＝ヴァイマル公ヨハン2世と、その妃でアンハルト侯ヨアヒム・エルンストの娘ドロテア・マリアとの間の三男として生まれた。兄はザクセン＝ヴァイマル公ヨハン・エルンスト1世、弟に後のザクセン＝ヴァイマル公ヴィルヘルム、ザクセン＝ヴァイマル公アルブレヒト、ヨハン・フリードリヒ、ザクセン＝ゴータ公エルンスト1世およびベルンハルトがいる。
兄ヨハン・エルンストとともにフリードリヒ・フォン・コスポートより教育を受けた。また、兄とともにイェーナ大学において、教官のフリードリヒ・ホルトレーダーおよび後の王室執事長カスパー・フォン・トイトレーベンの下で学んだ。
1617年8月24日、実りを結ぶ会がヴァイマル城で発足した。創立メンバーとして伯父アンハルト＝ケーテン侯ルートヴィヒ1世はフリードリヒに「希望に満ちた者（der Hoffende）」という名とモットーを与えた。
数週間後、フリードリヒはグランドツアーを開始し、フランスを経由してイギリスに向かい、オランダを経由して1619年に帰国した。
兄ヨハン・エルンスト、弟ヴィルヘルムおよびヨハン・フリードリヒとともに、三十年戦争においてはプロテスタント方について戦った。
エルンスト・フォン・マンスフェルトのもとで大佐として戦いに参加した。1622年のフルーリュスの戦いにおいて、フリードリヒはハルバーシュタット司教クリスティアン・フォン・ブラウンシュヴァイク＝ヴォルフェンビュッテルの連隊に加わり、スペイン軍の封鎖を突破しようとして致命傷を負った。
戦いの翌日、フリードリヒはフルーリュス近郊において26歳で死去した。

## 脚注

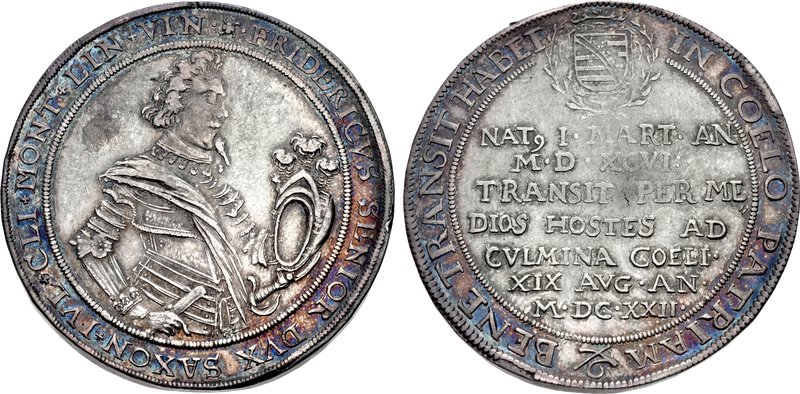
1622年に兄ヨハン・エルンスト1世と弟らはフリードリヒの追悼ターラー銀貨を鋳造した